# Community of European Railway and Infrastructure Companies

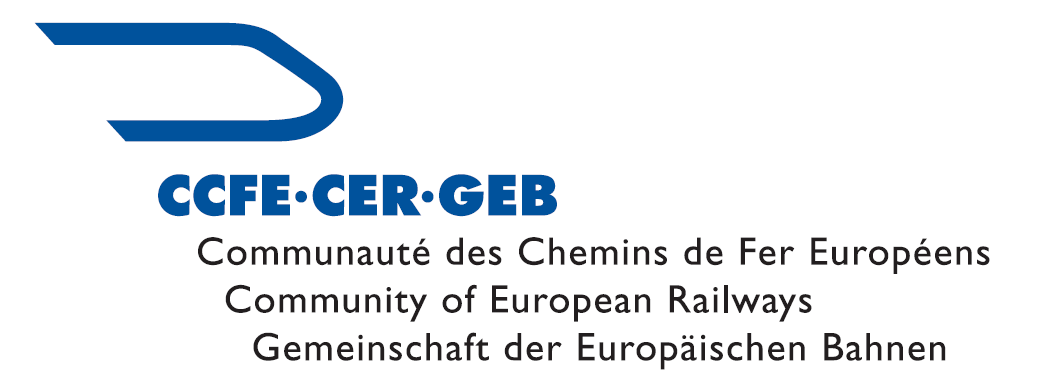
CER Logo

La 'Community of European Railway and Infrastructure Companies' (CER) (Comunità Europea delle Compagnie e dei gestori ferroviari) raccoglie circa settantadue tra operatori ferroviari e gestori dell'infrastruttura degli stati dell'Unione europea oltre che Svizzera, Turchia, Macedonia gli stati dei Balcani occidentali e la Norvegia.

## Obbiettivi
La CER ha la sede a Bruxelles e si occupa di rappresentare i propri membri presso il Parlamento europeo, la Commissione europea e Consiglio dell'Unione europea.
L'obbiettivo principale è quello di promuovere la rete ferroviaria in Europa e la creazione di un tipo di trasporto sostenibile che sia anche efficiente.
Altro obbiettivo primario della CER è quello di promuovere l'utilizzo delle ferrovie da parte degli utenti e di cercare di arrivare a rendere questo sistema di trasporto più economico possibile minimizzando il più possibile i costi.
Deve inoltre monitorare lo stato delle ferrovie in Europa e collaborare alla stesura delle direttive che riguardano il settore ferroviario. Gli ambiti di interesse del CER sono: pianificare gli investimenti nelle infrastrutture, i servizi merci e passeggeri, l'ambiente, la ricerca e lo sviluppo del settore ferroviario, il dialogo tra le imprese e gli organi decisionali europei.

## Organi decisionali CER
Il presidente della CER è Mauro Moretti (Ferrovie dello Stato), è stato eletto all'unanimità il 21 gennaio 2009 mentre il direttore esecutivo è  Johannes Ludewig (ex amministratore delegato di Deutsche Bahn)
Gli organi decisionali invece sono:
- Assemblea Generale (General Assembly): è l'organo decisionale della CER; partecipano tutti i membri.
- Comitato di gestione (Management Committee): prepara le decisioni da sottoporre all'assemblea generale; possono partecipare il presidente, i vice presidente e altri membri eletti dall'assemblea generale.
- Riunioni di alto livello (High level meetings): almeno una volta all'anno i membri discutono i problemi che ci sono nel settore.